# Макгарви, Скотт
Скотт Томас Макгарви (англ. Scott Thomas McGarvey; 22 апреля 1963, Глазго) — шотландский футболист, выступавший на позиции нападающего.

## Биография
Воспитанник «Манчестер Юнайтед», дебютировал за клуб 13 сентября 1980 года. В период с 1980 по 1983 год сыграл 35 матчей, 12 из них в качестве замены и забил 5 мячей. Покинул команду в июле 1984 года за сумму 85 000 фунтов стерлингов.
Играл за «Вулверхэмптон Уондерерс», «Портсмут», «Бристоль Сити», «Карлайл Юнайтед», «Гримсби Таун», «Олдэм Атлетик», «Дерри Сити», играющем в лиги Ирландии, клуб вне-лиги «Уиттон Альбион», и «Мазда» из Японской футбольной лиги. Последним клубом Скотта стал «Арис» (Лимасол) из кипрского первого дивизиона. Ныне управляет клубом «Редис Лимитед».